# El Calvario, San Salvador el Verde
El Calvario är en ort i Mexiko.   Den ligger i kommunen San Salvador el Verde och delstaten Puebla, i den sydöstra delen av landet, 70 km öster om huvudstaden Mexico City. El Calvario ligger 2 418 meter över havet och antalet invånare är 111.
Terrängen runt El Calvario är kuperad västerut, men österut är den platt. Runt El Calvario är det tätbefolkat, med 511 invånare per kvadratkilometer. Närmaste större samhälle är San Martin Texmelucan de Labastida, 8,2 km öster om El Calvario. Omgivningarna runt El Calvario är en mosaik av jordbruksmark och naturlig växtlighet.